# Yamatofulvius
Yamatofulvius is een geslacht van wantsen uit de familie van de Miridae (Blindwantsen). Het geslacht werd voor het eerst wetenschappelijk beschreven door Yasunaga in 2000.

## Soorten
Het genus bevat de volgende soorten:

- Yamatofulvius laevigatus Yasunaga, 2000
- Yamatofulvius minutus Yasunaga & Miyamoto, 2006
- Yamatofulvius miyamotoi Yasunaga, 2000
- Yamatofulvius sinuicornis Yasunaga, 2000